# Bikarkeppni karla í knattspyrnu
Bikarkeppni karla í knattspyrnu hade premiär 1960, och är Islands nationella cupturnering i herrfotboll.

## Vinnare
- 1960: KR
- 1961: KR
- 1962: KR
- 1963: KR
- 1964: KR
- 1965: Valur
- 1966: KR
- 1967: KR
- 1968: ÍBV
- 1969: ÍBA
- 1970: Fram
- 1971: Víkingur
- 1972: ÍBV
- 1973: Fram
- 1974: Valur
- 1975: Keflavik
- 1976: Valur
- 1977: Valur
- 1978: ÍA
- 1979: Fram
- 1980: Fram
- 1981: ÍBV
- 1982: ÍA
- 1983: ÍA
- 1984: ÍA
- 1985: Fram
- 1986: ÍA
- 1987: Fram
- 1988: Valur
- 1989: Fram
- 1990: Valur
- 1991: Valur
- 1992: Valur
- 1993: ÍA
- 1994: KR
- 1995: KR
- 1996: ÍA
- 1997: Keflavik
- 1998: ÍBV
- 1999: KR
- 2000: ÍA
- 2001: Fylkir
- 2002: Fylkir
- 2003: ÍA
- 2004: Keflavik
- 2005: Valur
- 2006: Keflavik
- 2007: FH
- 2008: KR
- 2009: Breiðablik
- 2010: FH
- 2011: KR
- 2012: KR
- 2013: Fram
- 2014: KR
- 2015: Valur
- 2016: Valur
- 2017: ÍBV
- 2018: Stjarnan
- 2019: Víkingur
- 2020: Avbruten på grund av coronapandemin
- 2021: Víkingur
- 2022: Víkingur[2][3]
- 2023: Vikingur

### Fotnoter
1. ↑  Craig Fowler (14 juli 2014). ”Eight things you should know about KR Reykjavík” (på engelska). Scotsman. http://www.scotsman.com/sport/football/teams/celtic/eight-things-you-should-know-about-kr-reykjavik-1-3476176. Läst 15 november 2015.
2. ↑  Transfermarkt
3. ↑  Soccerway